# Лесове плато

Лесове плато (спрощ.: 黄土高原; кит. трад.: 黃土高原; піньїнь: huángtǔ gāoyuán, хуанту гаоюань) — плато в Центральному Китаї. Площа — від 400 до 640 тисяч км². Розташоване у верхній та середній течії річки Хуанхе, між горами Куньлунь та Ціньлін на півдні та Монгольським плато на півночі. Гірське пасмо Їньшань відділяє Лесове плато від Великої Китайської рівнини на сході.
Займає територію провінцій Ганьсу, Шеньсі, Шаньсі, а також Нінся-Хуейського автономного району.
Поверхня складається з лесу, який залягає на глибину 150 — 250 м і характеризується масштабною ерозією, що виражається у великій кількості балок та ярів. Середня довжина ярів та балок становить 5 км на 1 км² при глибині 150 м. Багате на корисні копалини, особливо кам'яне вугілля.

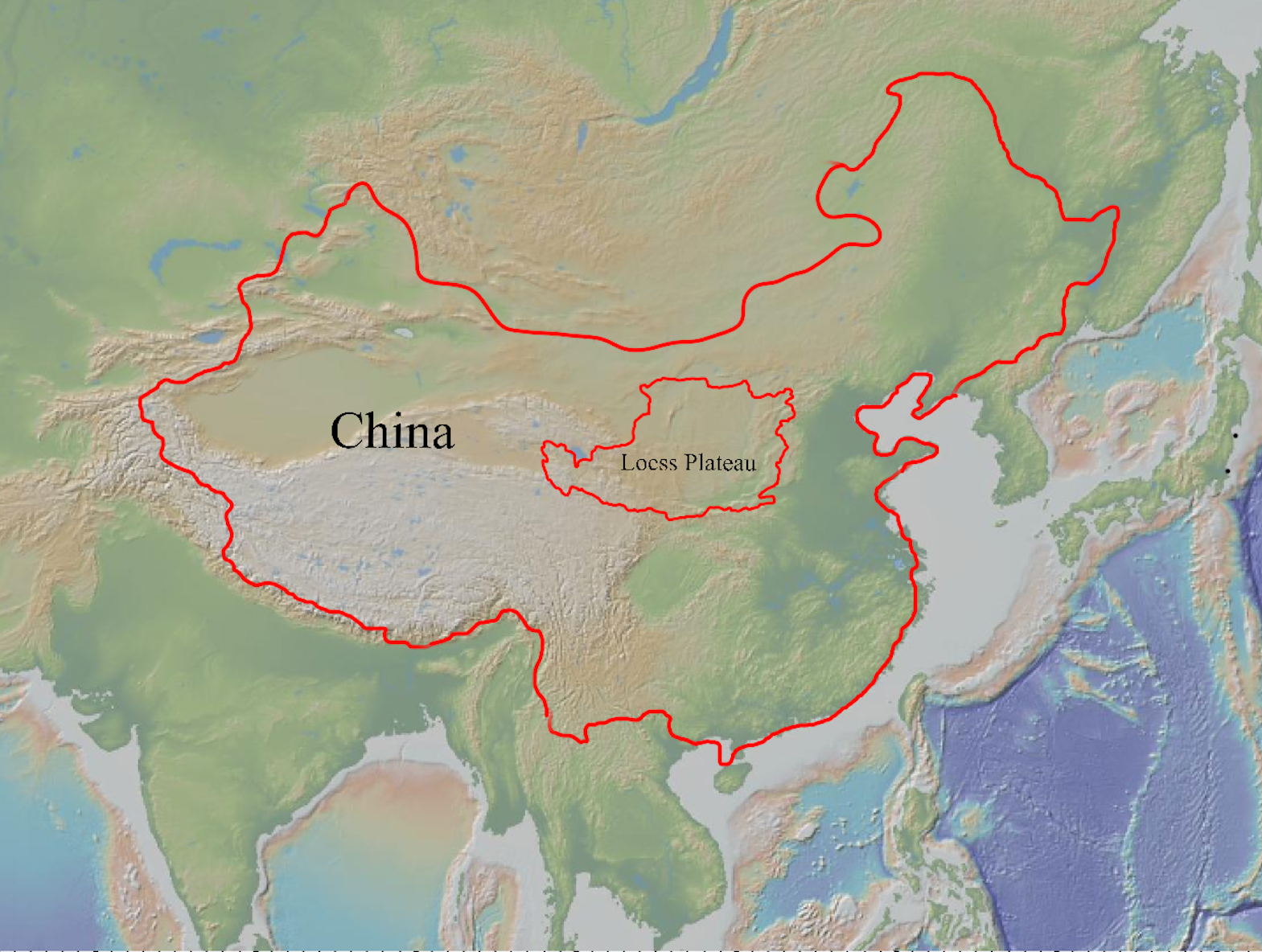
У масштабі КНР

Має дуже родючі ґрунти. Активно використовується мешканцями КНР у сільському господарстві: вирощуванні бавовни, гаоляну, проса та пшениці. Через активне використання земель в сільському господарстві частина земель стали непридатними до використання.
Найбільш густозаселеним регіонами є басейн річки Вейхе. Найбільші міста — Сіань і Тайюань.

## Екологічна катастрофа
Частина земель плато стала непридатною до ведення господарства через дуже екстенсивне вирощування сільськогосподарських рослин і безконтрольне випасання худоби (переважно кіз), тварини з’їдали не лише траву, а й молоді пагони дерев, через що частина населення потерпає від екологічних негараздів — почергово посухи і паводки. З 1994 року, коли частина земель, колись дуже плодючих, перетворилася на пустелі, китайська влада оголосила про дослідження регіону з подальшою розробкою програми врятування плато. Станом на 2016 рік було насаджено дерева місцевих порід, це покращило клімат і екологічну обстановку — тепер вода менше змиває землю і глину в річку Хуанхе, річка очистилася, а вода краще затримується в ґрунті і плодючість поступово відновлюється. Випасати худобу можна лише у відведених для цього місцях. Збудовано тераси, які допомагають утримувати потоки води і боротися з паводками. Дамби працюють як кондесатори дощової води. Рівень забезпечення їжею (до того голодувало 15-40 млн китайців у цьому районі) теж суттєво зріс, як і добробут. Але все ще паводки трапляються, як і посухи. Не все населення погоджується на програму дій уряду — призупинення фермерства і садіння дерев. Часті також і пильові бурі, які досягають інших регіонів, в тому числі Монголії та РФ.